# Palisadoes
Palisadoes (åbenbart oprindelig et portugisisk ord) er en smal tombolo i det sydlige Jamaica, beliggende mellem Kingston Harbour og det Caribiske Hav. Norman Manley International Airport og den historiske by Port Royal ligger begge på Palisadoes.
Kaperen Captain Morgan blev begravet i Palisadoes, men begravelsespladsen sank i havet efter 1692-jordskælvet.